# Tumen (köping i Kina, Shandong)
Tumen (kinesiska: 土门镇, 土门) är en köping i Kina. Den ligger i provinsen Shandong, i den östra delen av landet, omkring 110 kilometer sydost om provinshuvudstaden Jinan. Antalet invånare är 15989. Befolkningen består av 7 928 kvinnor och 8 061 män. Barn under 15 år utgör 12,0 %, vuxna 15-64 år 74 %, och äldre över 65 år 12,0 %.
Genomsnittlig årsnederbörd är 865 millimeter. Den regnigaste månaden är juli, med i genomsnitt 304 mm nederbörd, och den torraste är januari, med 8 mm nederbörd.